# Christian Irobiso
Okechukwu Christian Irobiso (sinh ngày 28 tháng 5 năm 1993) là một cầu thủ bóng đá người Nigeria thi đấu ở vị trí tiền đạo cho SC Farense.

## Sự nghiệp

### FK Senica
Vào ngày 11 tháng 2 năm 2014, anh ký hợp đồng với đội bóng Slovakia FK Senica.